# Швекшнское староство
Швекшнское староство (лит. Švėkšnos seniūnija) — одно из 11 староств Шилутского района, Клайпедского уезда Литвы. Административный центр — местечко Швекшна.

## География
Расположено на западе Литвы, в южной части Шилутского района, недалеко от побережья Куршского залива. 
Граничит с Саугосским староством на западе, Гардамским — на юге, Кведарнским и Тяняняйским староствами Шилальского района — на востоке, и Вейвирженайским и Юдренайским староствами Клайпедского района — на севере.
По территории староства протекают следующие реки: Жвялясис, Рингис, Юодупис, Стигре, Ашва, Гирнупалис, Сярбянтине, Кярупис, Гурнупялис, Кярупалис, Граумяна, Ляндрупис, Шюшис, Жлагатас, Суркупис, Биса, Алксна, Тяльшина, Грейжина, Ватина, Вилнутис, Пакалис, Пйаунис, Ризде, Швекшнале, Алсе, Пурле, Шалпе. Также на территории староства есть 2 водохранилища: Вилкенское и Швекшнское (образуемые плотинами на реке Швекшнале).

## Население
Швекшнское староство включает в себя местечко Швекшна, 57 деревень, а также один хутор.